# Enrico Pepe
Enrico Pepe (Vico Equense, 12 de noviembre de 1989) es un futbolista italiano, nacionalizado maltés, que juega en la demarcación de defensa para el Marsaxlokk F. C. de la Premier League de Malta.

## Selección nacional
Hizo su debut con la selección de fútbol de Malta el 6 de septiembre de 2020. Lo hizo en un partido de la Liga de Naciones de la UEFA contra Letonia que finalizó con un resultado de empate a uno tras el autogol de Matthew Guillaumier para Letonia, y de Kyrian Nwoko para Malta.

## Clubes
| Club                    | País   | Año       | Partidos | Goles |
| ----------------------- | ------ | --------- | -------- | ----- |
| SSD Città di Campobasso | Italia | 2007-2008 | 14       | 0     |
| US Salernitana 1919     | Italia | 2008-2009 | 1        | 0     |
| ASD Cassino Calcio 1924 | Italia | 2009      | 13       | 0     |
| US Salernitana 1919     | Italia | 2009-2011 | 14       | 0     |
| ASD Siracusa            | Italia | 2011      | 6        | 0     |
| Robur Siena             | Italia | 2011      | 0        | 0     |
| Paganese Calcio 1926    | Italia | 2011-2014 | 60       | 1     |
| ACR Messina             | Italia | 2014-2015 | 42       | 0     |
| Floriana F. C.          | Malta  | 2015-2018 | 87       | 1     |
| Ħamrun Spartans F. C.   | Malta  | 2018-2019 | 27       | 0     |
| Birkirkara F. C.        | Malta  | 2019-2024 | 116      | 3     |
| Gżira United F. C.      | Malta  | 2024-2025 | 22       |       |
| Marsaxlokk F. C.        | Malta  | 2025-     |          |       |

## Palmarés

### Campeonatos nacionales
| Título                     | Club           | País   | Año  |
| -------------------------- | -------------- | ------ | ---- |
| Lega Pro Seconda Divisione | ACR Messina    | Italia | 2014 |
| Copa Maltesa               | Floriana F. C. | Malta  | 2017 |
| Supercopa de Malta         | Floriana F. C. | Malta  | 2017 |